# Los funerales de la Mamá Grande
Los funerales de la Mamá Grande es una colección de ocho cuentos del escritor colombiano Gabriel García Márquez. La primera edición de este libro data de 1962, cuando fue publicada por la Universidad Veracruzana de Xalapa (México). Los cuentos fueron escritos entre 1959 y 1962 en Colombia, Venezuela y México.
Los cuentos que forman parte de esta forma son: La siesta del martes, Un día de estos, En este pueblo no hay ladrones, La prodigiosa tarde de Baltazar, La viuda de Montiel, Un día después del sábado, Rosas artificiales y Los funerales de la mama Grande.
Si bien se trata de relatos independientes entre sí, tienen algunos rasgos en común Varios de ellos tienen explícitamente como escenario el pueblo de Macondo, el resto no lo explicita pero hay rasgos que permiten deducir que también ocurren allí. Algunos personajes se reiteran en distintos cuentos. Hay muchos vínculos entre algunos relatos y Cien años de soledad (obra cumbre de García Márquez); además de la ubicación espacial, se nombran algunos personajes de dicha novela, como el coronel Aureliano Buendía y su hermano José Arcadio.
En este pueblo no hay ladrones fue llevada al cine por Alberto Isaac en 1965. Participaron de la película (en papeles menores) los escritores Juan Rulfo, Carlos Monsiváis, María Luisa Ortega Suárez, Abel Quezada y el propio García Márquez, además de otras figuras culturales de la talla de Luis Buñuel, Leonora Carrington, José Luis Cuevas, entre otros. La viuda de Montiel sirvió como base para la película homónima mexicana de 1979, dirigida por Miguel Littín, con actuaciones de Geraldine Chaplin, Nelson Villagra, Katy Jurado, Alejandro Parodi y Ernesto Gómez Cruz, entre otros.

## Cuentos
| # | Nombre del cuento                        |
| - | ---------------------------------------- |
| 1 | "La siesta del martes"                   |
| 2 | Un día de estos                          |
| 3 | En este pueblo no hay ladrones           |
| 4 | La prodigiosa tarde de Baltazar          |
| 5 | La viuda de Montiel                      |
| 6 | Un día después del sábado                |
| 7 | Rosas artificiales                       |
| 8 | Los funerales de la Mamá Grande (cuento) |